# Grand Chelem

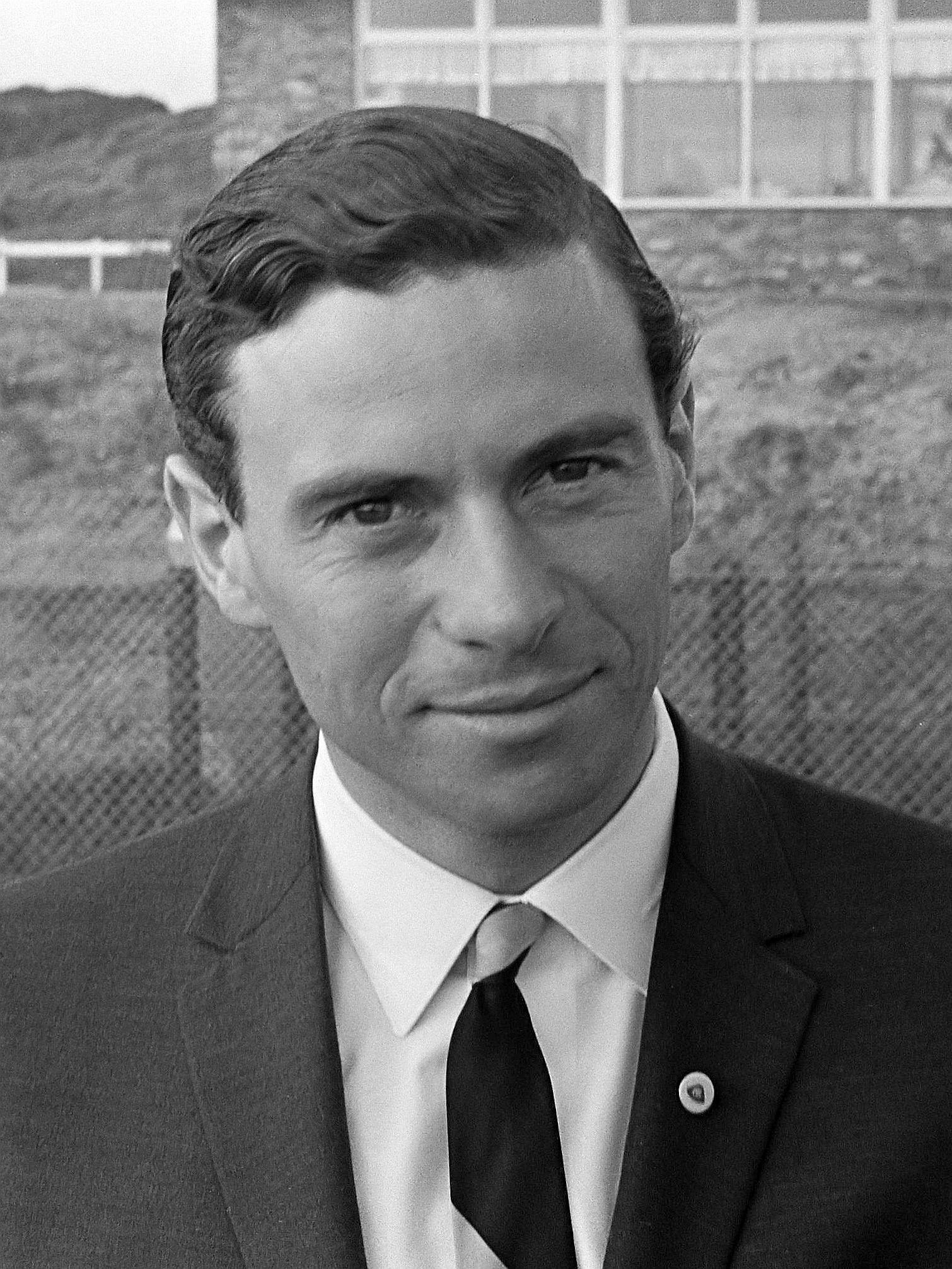
Jim Clark, piloto de Formula 1, no Grand Prix da Holanda de 1965, em Zandvoort

Grand Chelem é uma terminologia do automobilismo que é usada quando um piloto faz a pole-position, marca a melhor volta e vence a prova liderando de ponta a ponta. Ou seja, é a corrida perfeita.
O termo não deve ser confundido com o chamado "Hat-trick" que é usado quando o piloto consegue fazer a pole-position, a volta mais rápida na corrida e vence a prova, porém, em algum momento da corrida, ele perde a liderança da prova, recuperando-a depois.

## Formula 1
- Atualizado após o Grande Prêmio de São Paulo de 2024.

Até hoje, apenas 26 pilotos conseguiram tal façanha, na Fórmula 1:
| Posição | Qtde. | Piloto             | Grand-Chelems |
| ------- | ----- | ------------------ | --- |
| 1º      | 8     | Jim Clark          | GP da Grã-Bretanha de 1962, GP dos Países Baixos de 1963, GP da França de 1963, GP do México de 1963, GP da Grã-Bretanha de 1964, GP da África do Sul de 1965, GP da França de 1965, GP da Alemanha de 1965 |
| 2º      | 6     | Lewis Hamilton     | GP da Malásia de 2014, GP da Itália de 2015, GP da China de 2017, GP do Canadá de 2017, GP da Grã-Bretanha de 2017, GP de Abu Dhabi de 2019                                                                 |
| 3º      | 5     | Alberto Ascari     | GP da França de 1952, GP da Alemanha de 1952, GP dos Países Baixos de 1952, GP da Argentina de 1953, GP da Grã-Bretanha de 1953                                                                             |
| 3º      | 5     | Max Verstappen     | GP da Áustria de 2021, GP da Emília-Romanha de 2022, GP da Espanha de 2023, GP do Catar de 2023, GP do Barém de 2024                                                                                        |
| 3º      | 5     | Michael Schumacher | GP de Mônaco de 1994, GP do Canadá de 1994, GP da Espanha de 1992, GP da Austrália de 2004, GP da Hungria de 2004                                                                                           |
| 6º      | 4     | Jackie Stewart     | GP da França de 1969, GP de Mônaco de 1971, GP da França de 1971, GP dos Estados Unidos de 1971 |
| 6º      | 4     | Ayrton Senna       | GP de Portugal de 1985, GP da Espanha de 1989, GP de Mônaco de 1990, GP da Itália de 1990 |
| 6º      | 4     | Nigel Mansell      | GP da Grã-Bretanha de 1991, GP da África do Sul de 1992, GP da Espanha de 1991, GP da Grã-Bretanha de 1992                                                                                                  |
| 6º      | 4     | Sebastian Vettel   | GP da Índia de 2011, GP do Japão de 2012, GP de Singapura de 2013, GP da Coreia do Sul de 2013 |
| 10º     | 3     | Nelson Piquet      | GP do Oeste dos Estados Unidos de 1980, GP da Argentina de 1981, GP do Canadá de 1984 |
| 11º     | 2     | Juan Manuel Fangio | GP de Mônaco de 1950, GP da Alemanha de 1956 |
| 11º     | 2     | Jack Brabham       | GP da Bélgica de 1960, GP da Grã-Bretanha de 1966 |
| 11º     | 2     | Mika Häkkinen      | GP do Brasil de 1998, GP de Mônaco de 1998 |
| 11º     | 2     | Nico Rosberg       | GP da Rússia de 2016, GP da Europa de 2016 |
| 15º     | 1     | Mike Hawthorn      | GP da França de 1958 |
| 15º     | 1     | Stirling Moss      | GP de Portugal de 1959 |
| 15º     | 1     | Jo Siffert         | GP da Áustria de 1971 |
| 15º     | 1     | Jacky Ickx         | GP da Alemanha de 1972 |
| 15º     | 1     | Clay Regazzoni     | GP do Oeste dos Estados Unidos de 1976 |
| 15º     | 1     | Niki Lauda         | GP da Bélgica de 1976 |
| 15º     | 1     | Jacques Laffite    | GP do Brasil de 1979 |
| 15º     | 1     | Gilles Villeneuve  | GP do Oeste dos Estados Unidos de 1979 |
| 15º     | 1     | Gerhard Berger     | GP da Austrália de 1987 |
| 15º     | 1     | Damon Hill         | GP da Hungria de 1995 |
| 15º     | 1     | Fernando Alonso    | GP de Singapura de 2010 |
| 15º     | 1     | Charles Leclerc    | GP da Austrália de 2022 |
| 15º     | 1     |                    | |
| Fonte:  |       |                    | |

### Grand Chelemsem corridas seguidas
Na história, apenas três pilotos conseguiram alcançar o Grand Chelem em dois GPs seguidos:
- Alberto Ascari (Alemanha e Países Baixos em 1952)
- Jim Clark (Países Baixos e França em 1963)
- Sebastian Vettel (Singapura e Coreia do Sul em 2013)